# Jean-Claude Hertzog
Pour les articles homonymes, voir Hertzog.
Jean-Claude Hertzog, né le 13 septembre 1935 à Bordeaux et mort le 24 novembre 2005 à Bordeaux, est un évêque catholique français, évêque auxiliaire de Bordeaux de 2002 à sa mort.

## Biographie

### Formation
Jean-Claude Hertzog fait ses études primaires dans l’enseignement catholique à la Maîtrise Notre-Dame de Bordeaux et ses études secondaires au lycée Montesquieu de Bordeaux. En 1955, il entre au Séminaire des vocations tardives de Gauriac. De 1956 à 1962, il poursuit sa formation au Grand Séminaire de Bordeaux.

### Principaux ministères
Il est ordonné prêtre le 30 juin 1962, à la cathédrale Saint-André de Bordeaux.

De 1962 à 1965, il est vicaire à Saint-Jean de Libourne et aumônier du lycée de Libourne.

De 1965 à 1970, il est aumônier du lycée de Libourne et responsable de l’aumônerie de l’enseignement public du secteur.

De 1970 à 1973, il est aumônier de l’école Saint-Genès.

De 1973 à 1977, il est aumônier d'Action Catholique Générale.

En 1973, il est nommé curé du Taillan et en 1976 curé de Saint-Éloi d'Andernos.

De 1977 à 1989, il est vicaire épiscopal de la zone du Médoc et du Bassin d’Arcachon et curé de Moulis.

De 1989 à 1999, il est économe diocésain. De plus, il est nommé en 1989 vicaire général, poste qu'il occupera jusqu'en 2002.

Le 13 juin 2001, il devient administrateur diocésain après le décès du cardinal Pierre Eyt jusqu'à la nomination du nouvel archevêque de Bordeaux (Monseigneur Jean-Pierre Ricard).
Le 24 octobre 2002, il est nommé évêque auxiliaire de Bordeaux par le pape Jean-Paul II.

Il est ordonné évêque le 22 décembre 2002, à la cathédrale Saint-André de Bordeaux par Monseigneur Jean-Pierre Ricard, archevêque de Bordeaux.
Il meurt le 24 novembre 2005, à Bordeaux, d'une hémorragie cérébrale.

Ses obsèques sont célébrées le 29 novembre 2005, en la cathédrale Saint-André de Bordeaux, par Mgr Jean-Pierre Ricard.